# ایالت تارابا
ایالت تارابا (به لاتین: Taraba (state)) یک ایالت در نیجریه است که در ۵۴٬۴۷۳ کیلومترمربع مساحت و ۱٬۴۸۰٬۵۹۰ نفر جمعیت دارد.